# Saint-Laurent-des-Mortiers
Saint-Laurent-des-Mortiers foi uma comuna francesa na região administrativa da Pays de la Loire, no departamento de Mayenne. Estendia-se por uma área de 10,06 km². Em 2010 a comuna tinha 194 habitantes (densidade: 19,3 hab./km²).
Em 1 de janeiro de 2019, passou a formar parte da nova comuna de Bierné-les-Villages.